# Albrecht Knust
Albrecht Knust (Amburgo, 5 ottobre 1896 – Essen, 19 marzo 1978) è stato un ballerino e coreografo tedesco, fra i precursori dell'insegnamento della notazione Laban.

## Biografia
All'età di 16 anni inizia a danzare in un gruppo folkloristico, e dopo aver abbandonato gli studi commerciali, diviene, assieme a Kurt Jooss, allievo di Rudolf Laban e si associa alla sua compagnia nel 1922.
Realizzò la sua prima coreografia nel 1926, mentre era maître de ballet del Friedrichstheater di Dessau mettendo in scena Der Prinz von China con musiche di Gluck e poi Die Geschöpfe des Prometheus con musiche di Beethoven). Contemporaneamente iniziò a pubblicare i primi articoli sulla notazione Laban.
Nel 1934, quando Kurt Jooss lasciò la Germania per trasferirsi in Inghilterra, dopo aver vinto il concorso degli Archives internationales de la danse del 1932 con La Table verte, Knust accettò la direzione della Folkwang Hochschule di Essen. Nel 1935, fondò il Bureau de la notation a Berlino. Trascrisse delle danze storiche da Feuillet e Pécour e partecipò allo sviluppo delle coreografie di Laban per la cerimonia inaugurale Giochi della XI Olimpiade di Berlino, intitolato Vom Tauwind und der neuen Freude ( Vento di rugiada e nuova gioia ). Questo spettacolo sarà vietato da Joseph Goebbels in quanto giudicato non conforme alle aspettative.
A seguito di questo evento Knust ritornò ad Amburgo e si dedicò soprattutto alla scrittura della sua opera  Abriss der Kinetographie Laban, che sottoporrà a Jooss ed al suo collaboratore Sigurd Leeder in occasione di un viaggio a Dartington in Inghilterra. Jooss sostenne che Knust annotò le sue coreografie ma che sarà poi Ann Hutchinson, allieva di Jooss, a notare La Table verte. Nel 1939, Knust si trasferì a Monaco di Baviera trascorrendo gli anni della seconda guerra mondiale come notatore di danza alla Bayerische Staatsoper. Questa esperienza gli permetterà di mettere insieme una massa di circa 20.000 esempi di notazione che egli, dopo la fine della guerra, organizzò in Handbuch der Kinetographie Laban in otto volumi, opera rimasta però inedita.
Esperto incontestato della notazione Laban, Knust tenne sull'argomento numerose conferenze dopo la fine della guerra favorendo così la diffusione del sistema di scrittura notazionale redatto da Laban che si sviluppò parallelamente sulle due coste dell'Atlantico: la kinétographie « ortodossa » in germania e nei paesi latini, e la Labanotation nel mondo anglosassone.
Nel maggio 1951, Knust venne nominato alla Folkwang Hochschule di Essen da Kurt Jooss ritornato in Germania: egli creò il Kinetographisches Institut et co-fondò l'International Council of Kinetography Laban (ICKL) del quale divenne presidente nel 1969.
Dopo il suo ritiro nel 1962, continuò a lavorare alla Folkwang Hochschule e morì improvvisamente nel 1978 per un arresto cardiaco.